# 阿答赤
阿答赤（13世纪—1274年），又作阿塔赤，元朝阿速部人，万户杭忽思長子。
1238年，蒙古第二次西征，至阿速地区，他与父亲归降蒙哥，统率阿速军千人出征。蒙哥回到蒙古，他作为蒙哥的宿卫。1258年，蒙哥汗南征南宋，阿答赤在剑州（今四川剑阁）大败宋军，在钓鱼山立功。1260年，忽必烈派他跟随阿剌罕征讨阿里不哥，激战阿蓝答儿、浑都海。1261年，从也儿怯在昔木土脑儿击败阿里不哥。1262年，从征李璮，身经二十余战，以功授金符千户。1268年，攻克南宋金刚台。1270年，战功卓著，攻克五河口。1274年，从丞相伯颜、阿术征伐江南，攻克沿江诸军州。戍守镇巢，在前线因酒醉被降将洪福所杀。其子伯答儿。

## 延伸阅读
[在维基数据编辑]
 《元史/卷135》，出自宋濂《元史》